# Joely Fisher
Joely Fisher (Burbank, 29 de outubro de 1967) é uma atriz e cantora estadunidense, filha do cantor Eddie Fisher e da atriz Connie Stevens, e meia-irmã da atriz Carrie Fisher. A virada em sua carreira veio em 1994, estrelando como Paige Clark na sitcom Ellen, da American Broadcasting Company,  por qual foi indicada ao Prêmio Globo de Ouro de Melhor Atriz Coadjuvante em Televisão. Fisher posteriormente participou do filme de comédia Inspector Gadget e teve papéis de destaque em Wild Card (2003-2005) e na sitcom 'Til Death (2006-2010), da Fox Broadcasting Company.

## Primeiros anos
Fisher nasceu em 29 de outubro de 1967, em Burbank, Califórnia, um dos dois filhos de Eddie Fisher (1928 - 2010) e Connie Stevens (1938), ambos artistas. Seu pai era judeu, cujos pais imigraram para os Estados Unidos vindos do Império Russo, enquanto sua mãe era católica e de ascendência judia asquenaze, irlandesa e italiana. O segundo filho de seus pais juntos, Tricia Leigh Fisher, nasceu em 1968, e seus pais se divorciaram em 1969, após o que ela e Tricia foram criadas por Stevens. Ela também tinha dois meio-irmãos mais velhos, Carrie Fisher e Todd Fisher, do casamento de seu pai com Debbie Reynolds.
Fisher e sua irmã viajaram pelo mundo com Stevens, frequentando diferentes escolas, com diferentes tutores. Fisher formou-se na High School de Beverly Hills e, em seguida, frequentou o Emerson College em Boston, bem como a Universidade de Paris por um semestre, e, no verão de 1987, um retiro de atuação conduzido na Itália pela treinadora Sandra Seacat.
Ela foi escolhida Miss Golden Globe na cerimônia de 1992 dos Prêmios Globo de Ouro.

## Vida pessoal
Fisher se casou com o diretor de fotografia Christopher Duddy em 1996. Eles têm três filhas, nascidas em 2001 e fevereiro de 2006, e a terceira adotada em setembro de 2008. Ela também é madrasta de dois filhos de relacionamentos anteriores de Duddy, Cameron (nascido c. 1986) e Collin (nascido c. 1988). Até 2004, a família morava em Los Angeles próximo à irmã de Fisher, Tricia, com quem ela mantém um bom relacionamento.
No final de 2008, ela se tornou embaixadora da organização Save the Children. Ela viajou para Xai-Xai, Moçambique, para visitar crianças que faziam parte de programas da instituição.